# Loch Turret Reservoir
Loch Turret Reservoir är en reservoar i Storbritannien.   Den ligger i kommunen Perth and Kinross och riksdelen Skottland, i den norra delen av landet, 600 km norr om huvudstaden London. Loch Turret Reservoir ligger 360 meter över havet. Arean är 1,5 kvadratkilometer. Trakten runt Loch Turret Reservoir består i huvudsak av gräsmarker. Den sträcker sig 2,9 kilometer i nord-sydlig riktning, och 2,3 kilometer i öst-västlig riktning.